# Đuôi cụt lớn
Đuôi cụt lớn (danh pháp hai phần: Hydrornis caeruleus) là một loài chim trong họ Pittidae.
Loài chim này sinh sống tại Brunei, Indonesia, Malaysia, Myanmar, Thái Lan.
Môi trường sống tự nhiên của nó là các khu rừng đất thấp (hay núi cao tới 1.200 m) ẩm ướt cận nhiệt đới và nhiệt đới, chủ yếu trong các khu vực ven đầm lầy rậm rạp cây cối. Nó bị đe dọa do mất nơi sống.